# 寄養
寄養（英語：foster care）是一個家庭對自己家的未成年人另安排暫時住處，例如監護、寄宿家庭、群體家庭等。通常被寄養地方的人士都會向寄養者收取利益作開支。
被送交領養和寄養的經歷，會對小孩造成影響；此外，有研究指出，就如一般父母對子女的教養會對子女的將來和福祉造成影響一般，養父母對養子女的教養，也一樣會對養子女的將來和福祉造成影響，雖然不同狀況的養子女，會因其先天因素之故，而出現不同的侵略性和心理健康狀況，但養父母對養子女展現愛與關懷，會減少養子女的未來和福祉出現負面結果的可能。養子女的身心狀況會受收養前的因素影響，但養父母對養子女展現特別多的愛與溫暖，對養子女的心理健康發展有正面幫助。對羅馬尼亞後共產時代孤兒的研究也顯示，盡管相對於未曾被送進孤兒院的兒童，被送交領養的兒童各方面的發展依舊較慢，但被送交領養的孤兒，其語言、智商與社會情緒方面都出現改進，他們能出現安全依附，且情緒表達能力也有所進步。

## 服務現況

### 香港
香港現時有11間非政府機構營運寄養服務，包括香港家庭福利會、香港基督教服務處、母親的抉擇等。2022年，有調查指寄養家庭的數量會在未來三年減少兩成，加上超過300名兒童仍在輪候入住寄養家庭，出現供不應求的問題。2023年，社會福利署公布兒童住宿照顧及相關服務檢討委員會第二階段的檢討報告，建議引入彈性招募及照顧安排、加強對寄養家長的支援及培訓，並加強宣傳以吸引更多人成為寄養家庭。

## 收養
從寄養中收養是收養的一種方式，在其中小孩首先被送交寄養，然後被收養。
小孩會因為多種理由而被送交寄養，這其中包括了因為受虐而被政府機構帶離等等。在一些管轄區，養父母在最終收養小孩時，會被註冊為寄養家庭父母，且在技術上被如此考慮。根據美國衛生及公共服務部轄下的美國兒童局的資料，在2010年，有大約408,425受寄養，其中的25%有著被收養的最終目標；而在2015年，有243,060離開寄養服務且其中22%的小孩被收養。在美國全國範圍內，有超過十萬名寄養兒等著得到一個永久的歸宿。

## 長期後果
寄養的經歷對一個人的人生有影響，有被寄養經歷的人，常在轉大人時面臨困難。這些人在穩定住居、就業、財務和教育機會等方面尤其有困難。
一般認為這種困難的理由包括了在寄養家庭時經歷到的不穩定感，以及其在兒童時期遭受的虐待與忽視，而這可能會影響他們面對重大生活改變的能力。在美國，有些獨立的服務旨在幫助寄養兒滿足轉大人時的需求；然而，長大成人的寄養兒指出，這些服務不能再沒有家庭協助的狀況下完全幫到他們。在一篇由Gypen等人於2017所做的、涵蓋多個涉及過去有被寄養經歷的年輕人的研究的資料分析顯示，過去有被寄養經歷的年輕人，他們在教育、心理健康、就業、收入、穩定住居、犯罪紀錄和毒品使用問題等方面表現得顯著比同儕來得差。像例如Gypen等人於2017所做的研究顯示，過去有被寄養經歷的年輕人中，僅有45%有高中學歷，這比例比一般大眾平均值要低上23%；而且比起來自低收入戶家庭的兒童，寄養兒的將來表現甚至更不好；不過在穩定住居、就業、財務和教育機會等方面最終被領養的寄養兒，其將來表現好過那些未被領養就轉大人的寄養兒。
研究指出，有被寄養經歷的人更可能去賣淫，或甚至受性販賣所害。而這情況被一些人稱為「寄養到賣淫的流水線」。一篇2012年於洛杉磯進行的研究顯示，59%因賣淫被抓的青少年都曾有被寄養的經歷，但這結果是否能一般化尚有爭議。

## 延伸閱讀
- Hurley, Kendra (2002). "Almost Home" Retrieved June 27, 2006.
- Carlson, E.A. . Child Development. 1998, 69 (4): 1107–1128. JSTOR 1132365. PMID 9768489. doi:10.1111/j.1467-8624.1998.tb06163.x.
- Knowlton, Paul E. (2001). "The Original Foster Care Survival Guide"; A first person account directed to successfully aging out of foster care.
- McCutcheon, James, 2010. "Historical Analysis and Contemporary Assessment of Foster Care in Texas: Perceptions of Social Workers in a Private, Non-Profit Foster Care Agency". Applied Research Projects. Texas State University Paper 332.（页面存档备份，存于）

## 外部連結
- The Mental Health of Children in Out-of-Home Care: Scale and Complexity of Mental Health Problems（页面存档备份，存于）
- Effects of Enhanced Foster Care on the Long-term Physical and Mental Health of Foster Care Alumni（页面存档备份，存于）
- The impact of foster care on development
- Effects of early psychosocial deprivation on the development of memory and executive function
- Enduring neurobehavioral effects of early life trauma mediated through learning and corticosterone suppression （页面存档备份，存于）
- Chisholm, Hugh (编). .  (第11版). London: Cambridge University Press. 1911.